# Pietro Genduso
Pietro Genduso (Palermo, 16 novembre 1922 – Palermo, 29 gennaio 1999) è stato un entomologo italiano.
Ha insegnato presso l'Università di Palermo Entomologia agraria e lotta biologica. Ha diretto l'Osservatorio per le Malattie delle Piante di Palermo  per molti anni portandolo a livelli internazionali per le tecniche di allevamento di predatori e parassitoidi destinati alla lotta biologica, in particolare sugli agrumi. A lui, allievo di Salvatore Monastero, si deve la descrizione e messa a punto dell'allevamento di Opius concolor su ospite di sostituzione la mosca della frutta. L'utilizzo di Opius concolor ha dato ottimi risultati contro la mosca delle olive (Bactrocera oleae). A Genduso si deve anche la salvaguardia dell'ape siciliana, una razza locale molto produttiva di pappa reale e molto resistente al clima, della quale conservò i dati biometrici e mediante la fecondazione artificiale delle regine ed una attenta selezione ottenne individui puri.